# Saint-Laurent-de-Brèvedent
Saint-Laurent-de-Brèvedent ist eine französische Gemeinde mit 1.492 Einwohnern (Stand: 1. Januar 2022) im Département Seine-Maritime in der Region Normandie. Sie gehört zum Arrondissement Le Havre und zum Kanton Saint-Romain-de-Colbosc. Die Einwohner werden Saint-Laurentais und Saint-Laurentaises genannt.

## Geographie
Saint-Laurent-de-Brèvedent liegt etwa elf Kilometer ostnordöstlich von Le Havre in der Naturregion Pays de Caux. Umgeben wird Saint-Laurent-de-Brèvedent von den Nachbargemeinden Manéglise im Norden, Sainneville im Nordosten, Épretot im Osten, Saint-Aubin-Routot im Südosten, Gainneville im Süden sowie Saint-Martin-du-Manoir im Westen.

## Einwohnerentwicklung
| Jahr      | 1962 | 1968 | 1975 | 1982  | 1990  | 1999  | 2006  | 2013  | 2020  |
| --------- | ---- | ---- | ---- | ----- | ----- | ----- | ----- | ----- | ----- |
| Einwohner | 883  | 836  | 930  | 1.358 | 1.447 | 1.489 | 1.444 | 1.412 | 1.491 |

## Sehenswürdigkeiten

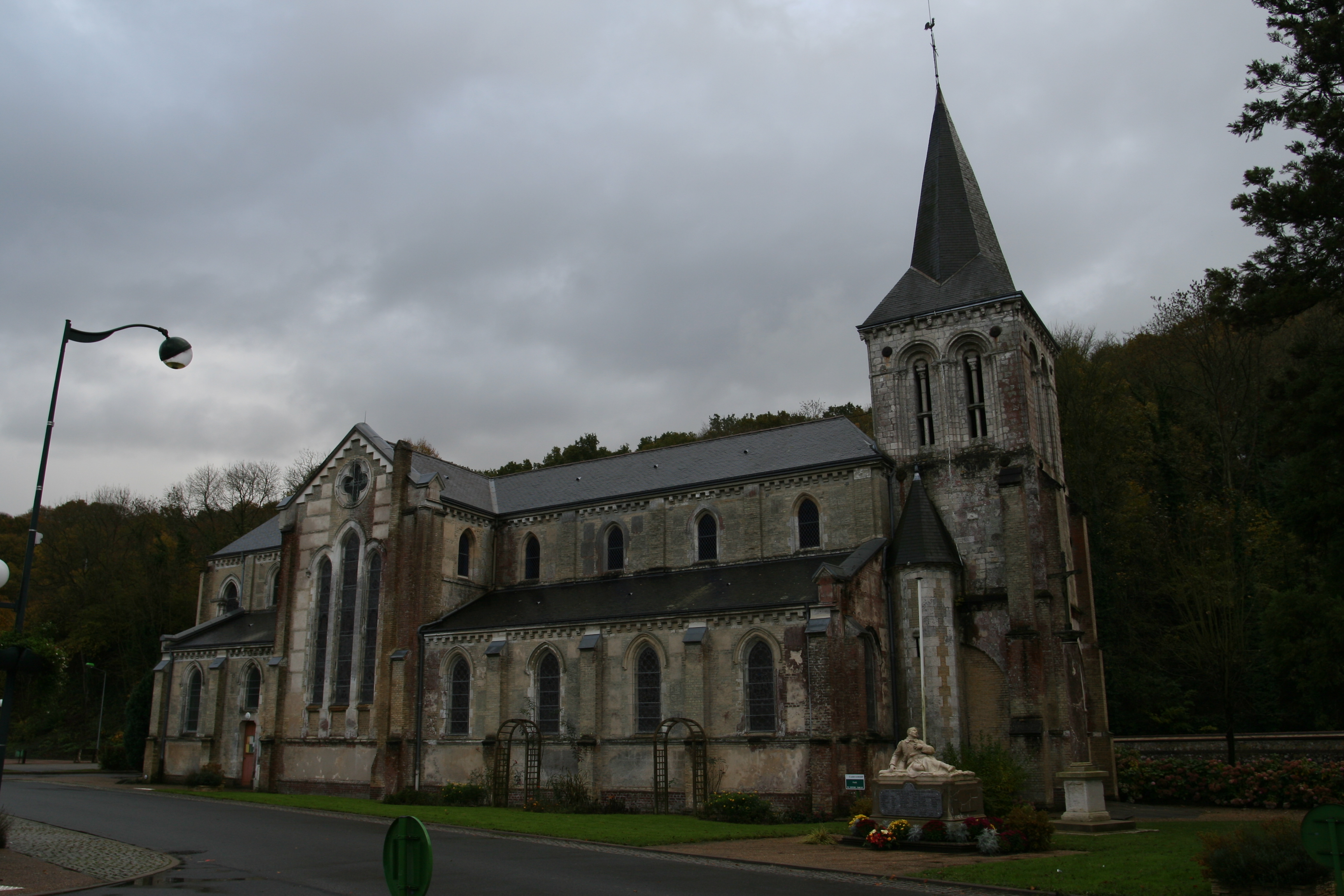
Pfarrkirche Saint-Laurent

- Eine einfache Kirche wurde im 12. Jahrhundert errichtet. Im Jahr 1713 wurde berichtet, dass sich die Kirche in einem schlechten Zustand befand. Das Gewölbe unter dem Glockenturm war teilweise eingestürzt, das Dach des Langhauses war erheblich beschädigt, die Nordwand drohte zu verfallen. Das Langhaus wurde 1865 vom Architekten Dauphine unter Beibehaltung des Glockenturms zwischen Chor und Langhaus als Vorhalle umgebaut. Der Chor wurde 1879 errichtet.
- Das Schloss in Château-d’Aplemour wurde 1830 errichtet.
- Das Herrenhaus in Enauville stammt aus dem 16./17. Jahrhundert.